# 文殊镇 (嘉峪关市)
文殊镇，是中华人民共和国甘肃省嘉峪关市下辖的一个镇，位于嘉峪关市东南部。

## 行政区划
文殊镇下辖以下地区：
冯家沟村、石桥村、塔湾村、团结村、文殊村和河口村。